# Killian Tillie
Killian Wiard Tillie (ur. 5 marca 1998 w Paryżu) – francuski koszykarz, występujący na pozycjach silnego skrzydłowego lub środkowego.

## Osiągnięcia
Stan na 16 października 2023, na podstawie, o ile nie zaznaczono inaczej.
NCAA
- Wicemistrz NCAA (2017)
- Uczestnik rozgrywek:
  - Elite 8 turnieju NCAA (2017, 2019)
  - Sweet 16 turnieju NCAA (2017–2019)
- Mistrz:
  - turnieju konferencji West Coast (WCC – 2017, 2018, 2020)
  - sezonu regularnego WCC (2017–2020)
- MVP turnieju WCC (2018)
- Zaliczony do:
  - I składu:
    - WCC (2020)
    - turnieju WCC (2018)

  - II składu WCC (2018)

Indywidualne
- Zaliczony do I składu turnieju NIJT (2015)

Reprezentacja
- Mistrz Europy U–16 (2014)
- Brązowy medalista mistrzostw świata 3x3 U–18 (2015)
- Uczestnik mistrzostw:
  - świata U–19 (2017 – 7. miejsce)
  - Europy:
    - U–18 (2015 – 6. miejsce)
    - U–16 (2014)
- MVP mistrzostw Europy U–16 (2014)
- Zaliczony do I składu mistrzostw Europy U–16 (2014)